# Rivière Sabrevois
Rivière Sabrevois är ett vattendrag i Kanada.   Det ligger i provinsen Québec, i den sydöstra delen av landet, 180 km öster om huvudstaden Ottawa.
Runt Rivière Sabrevois är det i huvudsak tätbebyggt. Runt Rivière Sabrevois är det mycket tätbefolkat, med 1 463 invånare per kvadratkilometer.